# 劉儒 (正德進士)
劉儒（1484年—？年），字聘之，順天府通州寶坻縣人，軍籍。

## 生平
治《詩經》，行一，由縣學增廣生中式順天府鄉試第一百名舉人，年二十五歲中式正德三年（1508年）戊辰科會試第三百三十名，第三甲第一百五十二名進士。授長清縣知县。

## 家族
曾祖刘厚。祖父刘镒。父刘淸。母杜氏。具庆下。弟任、仕、佐、倌、伟、昺、且、早、晨、旵、冔、昊、登、僎、除。